# Mycena cucullata
Mycena cucullata är en svampart som först beskrevs av Job Bicknell Ellis, och fick sitt nu gällande namn av Redhead 1984. Mycena cucullata ingår i släktet Mycena och familjen Mycenaceae.   Inga underarter finns listade i Catalogue of Life.